# جایزه بزرگ بلژیک ۱۹۵۶
جایزه بزرگ بلژیک ۱۹۵۶ (انگلیسی: ‎1956 Belgian Grand Prix‎) یک مسابقهٔ موتوری در رشتهٔ اتومبیل‌رانی فرمول یک بود که در تاریخ ۳ ژوئن ۱۹۵۶ در اسپا-فرانکورشان واقع در اسپا، بلژیک برگزار شد. این گراند پری در میان ۸ گراند پری در فصل ۱۹۵۶، مسابقهٔ شمارهٔ ۴ بود.
در این مسابقه که در ۳۶ دور و به مسافت ۵۰۸٫۳۲۰ کیلومتر (۳۱۵٫۸۵۵ مایل) برگزار شد، پول پوزیشن توسط خوان مانوئل فانخیو کسب شد و سریع‌ترین زمان برای طی یک دور پیست که برابر با ۴:۱۴٫۷ بود نیز توسط استیرلینگ ماس به ثبت رسید.
پیتر کالینز از تیم فراری، پل فره از تیم فراری و چیزاره پردیزا و استیرلینگ ماس (به‌طور مشترک) از تیم مازراتی به‌ترتیب مقام‌های اول تا سوم مسابقه را کسب کردند.

## رده‌بندی قهرمانی پس از مسابقه
| رده‌بندی قهرمانی رانندگان \| \| جایگاه \| راننده \| امتیاز \| \| -------- \| ------ \| ------------------ \| ------ \| \| ۸ \| ۱ \| پیتر کالینز \| ۱۱ \| \| ۱ \| ۲ \| استیرلینگ ماس \| ۱۱ \| \| ۲ \| ۳ \| ژان بهرا \| ۱۰ \| \| ۲ \| ۴ \| خوان مانوئل فانخیو \| ۹ \| \| ۱ \| ۵ \| پت فلاهرتی \| ۸ \| \| منبع:[۱] \| \| \| \| |        |                    |        |
| | جایگاه | راننده             | امتیاز |
| ۸ | ۱      | پیتر کالینز        | ۱۱     |
| ۱ | ۲      | استیرلینگ ماس      | ۱۱     |
| ۲ | ۳      | ژان بهرا           | ۱۰     |
| ۲ | ۴      | خوان مانوئل فانخیو | ۹      |
| ۱ | ۵      | پت فلاهرتی         | ۸      |
| منبع: |        |                    |        |

یادداشت
- تنها پنج جایگاه نخست از هر رده‌بندی نمایش داده شده‌است.